# Missa Solemnis
Missa Solemnis (Msza uroczysta) D-dur op. 123 Ludwiga van Beethovena uważana jest za największe, obok Mszy h-moll BWV 232 J.S. Bacha oraz Requiem d-moll KV626 i Wielkiej mszy c-moll KV 427 W.A. Mozarta, dzieło sakralne w historii muzyki. Określana jest często mianem mszy symfonicznej z powodu swych rozmiarów i struktury.
Beethoven rozpoczął pisanie Mszy w roku 1819, zamierzając ukończyć ją przed 20 marca 1820 roku; na ten dzień zaplanowana była bowiem ceremonia wyniesienia kardynała arcyksięcia Rudolfa (przyjaciela, ucznia i mecenasa kompozytora), do godności arcybiskupa Ołomuńca. Jak to często u Beethovena bywało, na dzień uroczystości gotowe były tylko trzy części: Kyrie, Gloria i Credo. Sanctus/Benedictus i Agnus Dei powstały dopiero trzy lata później. Uroczystość odbyła się bez Mszy, a pierwsze kompletne wykonanie dzieła miało miejsce w roku 1824 w Sankt Petersburgu. Partytura Mszy uroczystej ukazała się drukiem u Schotta w Moguncji w roku 1827.
Missa Solemnis jest dziełem nowatorskim, prekursorskim, podobnie jak ostatnie sonaty i kwartety Beethovena. Cechuje ją typowo beethovenowskie, romantyczne dążenie do rozsadzania ram muzycznych, monumentalna forma, która inspirowała wielu twórców XIX wieku, np.: Berlioza (Requiem), Brahmsa (Ein deutsches Requiem), Verdiego (Requiem), Liszta (oratoria), Brucknera (Te Deum, msze), Dvořáka (Stabat Mater, Requiem), a nawet Mahlera (VIII Symfonia). Przeplatając fragmenty ekstatyczne, monumentalne z modlitewnym skupieniem, koncentrując się muzycznie na znaczeniu każdego pojedynczego słowa, Beethoven w sposób maksymalny uplastycznia, ożywia liturgiczny tekst, powodując również, że Msza jest utworem bardzo osobistym, subiektywnym. Część badaczy uważa, że Beethoven uczynił z niej rodzaj manifestu swojej wiary, która nie dawała się zamknąć w żadnym systemie. Choć tekst Mszy pochodzi z liturgii katolickiej, Beethoven praktykującym katolikiem nigdy nie był, a w Mszy interesowały go – podobnie jak w IX Symfonii – ogólne idee, nie zaś żarliwa bachowska ortodoksja. W tym przypadku jest to idea marności człowieczej wobec nieskończonej potęgi Boga, w przypadku IX Symfonii natomiast – ogólnoludzkie braterstwo. Te dwa dzieła, choć nie są jego ostatnimi utworami, na swój sposób koronują dorobek twórczy Beethovena i mówią wiele o jego świecie duchowym.
Beethoven napisał na partyturze dzieła jako motto:
Von Herzen – möge es zu Herzen gehen (Z serca – oby do serc trafiła).

## BudowaMszy uroczystej
1. Kyrie – Assai sostenuto (Mit Andacht)
2. Gloria – Allegro vivace
3. Credo – Allegro ma non troppo
4. Sanctus/Benedictus – Adagio (Mit Andacht)
5. Agnus Dei – Adagio